# Anthicus

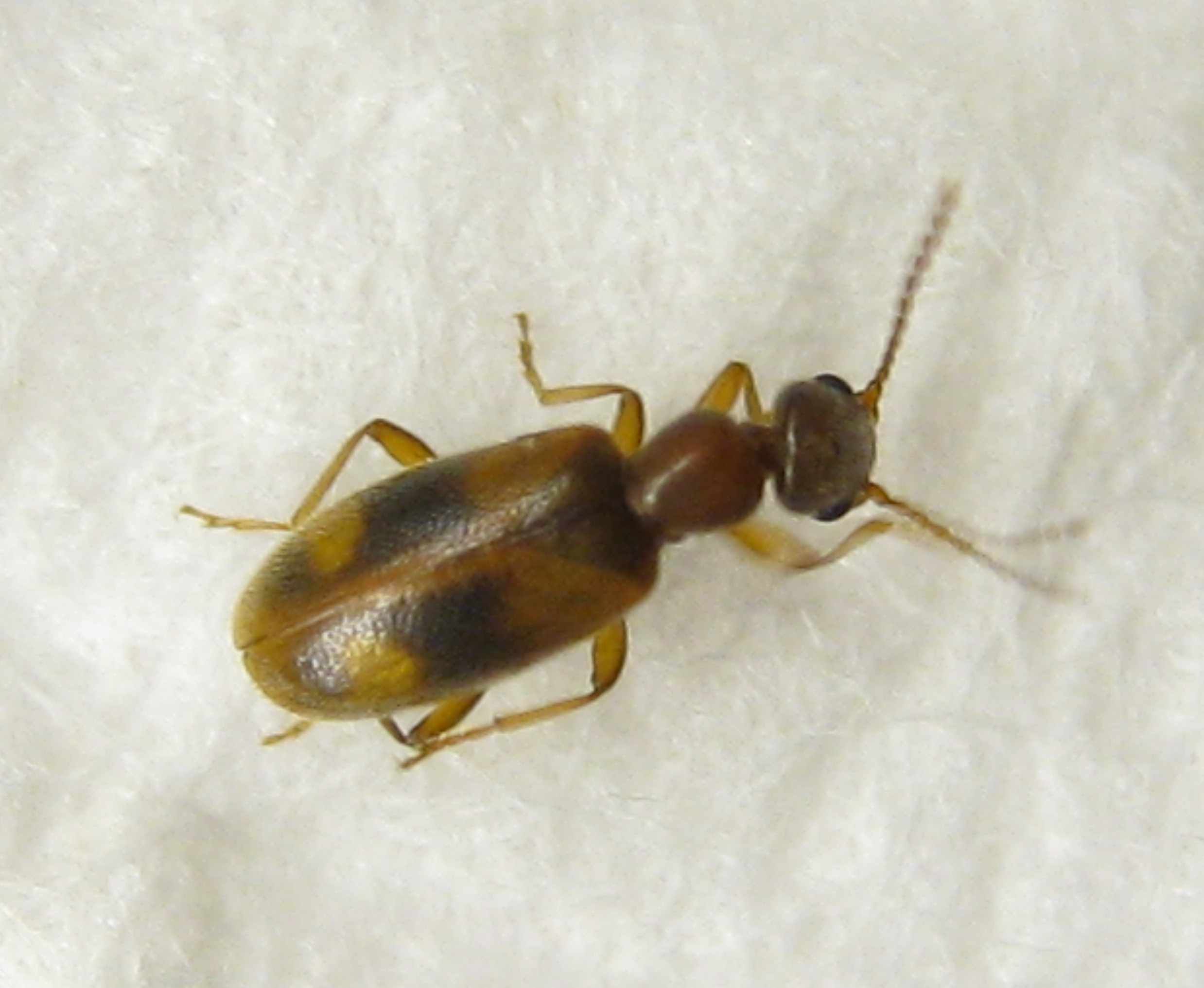
Anthicus cervinus

Anthicus es un género de escarabajos de la familia Anthicidae. Hay por lo menos cien especies descritas.
- Anthicus abashirensis
- Anthicus antherinus
- Anthicus antilleorum
- Anthicus antiochensis
- Anthicus armaticornis
- Anthicus armatipes
- Anthicus biargenteofasciatus
- Anthicus bigoti
- Anthicus bimaculatus
- Anthicus binhanus
- Anthicus blackwelderi
- Anthicus bonhourei
- Anthicus botswanaensis
- Anthicus brydli
- Anthicus caroli
- Anthicus coiffaiti
- Anthicus crinitus
- Anthicus darlingtoni
- Anthicus donedai
- Anthicus dzhungaricus
- Anthicus ellenbergeri
- Anthicus flavipes
- Anthicus flavitarsis
- Anthicus floralis
- Anthicus fouqueti
- Anthicus gordeevae
- Anthicus gushi
- Anthicus guttifer
- Anthicus hispaniolae
- Anthicus impressicollis
- Anthicus kaszabi
- Anthicus laetus
- Anthicus latens
- Anthicus leleupi
- Anthicus luciphilus
- Anthicus luteicornis
- Anthicus margaritae
- Anthicus monstrator
- Anthicus mrazi
- Anthicus muehlei
- Anthicus musculus
- Anthicus neli
- Anthicus normandi
- Anthicus otagensis
- Anthicus panayensis
- Anthicus peri
- Anthicus recens
- Anthicus sacramento
- Anthicus semiamplus
- Anthicus semicroceus
- Anthicus semirubidus
- Anthicus sepultulus
- Anthicus siccensis
- Anthicus soledad
- Anthicus spadiceus
- Anthicus strigosus
- Anthicus subanguliceps
- Anthicus subincisipes
- Anthicus thienemanni
- Anthicus topali
- Anthicus uhligi
- Anthicus vassei
- Anthicus vicarius
- Anthicus watarasensis
- Anthicus wiesneri
- Anthicus zavattarii